# 岐阜県道157号鶉羽島線
岐阜県道157号鶉羽島線（ぎふけんどう157ごう うずらはしません）とは、岐阜県岐阜市と岐阜県羽島市を結ぶ一般県道である。

## 概要
この路線の一部は産業拠点である岐阜流通センターや岐阜市南西部、瑞穂市、大垣市墨俣町などから、東海道新幹線岐阜羽島駅、名神高速道路岐阜羽島インターチェンジへのアクセス道路となっており、整備が進んでいる。
岐阜県の資料によれば、起点は岐阜県岐阜市鶉新地となっており、旧道は岐阜県道31号岐阜垂井線の西鶉6交差点から始まっていた。しかし現在は旧道より西側にバイパス（岐阜都市計画道路岐阜大須線）が完成し、実質の起点は岐阜市柳津町上佐波西の上佐波西1交差点（岐阜県道31号岐阜垂井線、岐阜県道173号文殊茶屋新田線交点）である。起点より南下し、岐阜流通センター東側を通り、高桑1交差点を右折し西に向かう。900mほど進んで小熊高桑大橋北交差点を左折し、再び南に向かい、境川に架かる小熊高桑大橋を渡る。羽島市に入り、小熊町西小熊から終点までは岐阜県道153号羽島茶屋新田線と重複しながら南進し、途中岐阜県道1号岐阜南濃線や岐阜県道151号岐阜羽島線とも重複している。羽島市舟橋町宮北の舟橋町宮北交差点（岐阜県道1号岐阜南濃線、岐阜県道46号岐阜羽島インター線交点）が終点。

### 路線データ
- 起点：岐阜県岐阜市柳津町上佐波西 上佐波西1交差点（岐阜県道31号岐阜垂井線、岐阜県道173号文殊茶屋新田線交点）〔実質の起点〕
- 終点：岐阜県羽島市舟橋町宮北 舟橋町宮北交差点（岐阜県道1号岐阜南濃線、岐阜県道46号岐阜羽島インター線交点）

## 重複路線
- 岐阜県道154号笠松墨俣線（岐阜市 流通センター1交差点 - 流通センター2交差点）
- 岐阜県道153号羽島茶屋新田線（羽島市小熊町西小熊 - 舟橋町宮北交差点）
- 岐阜県道151号岐阜羽島線（羽島市 竹鼻町大西交差点 - 舟橋町宮北交差点）
- 岐阜県道1号岐阜南濃線（羽島市 福寿町浅平3交差点 - 舟橋町宮北交差点）

## 地理
途中境川（木曽川水系長良川支流）を渡る。

### 通過する自治体
- 岐阜県
  - 岐阜市
  - 羽島市

### 主な接続道路
- 岐阜県道31号岐阜垂井線（岐阜市 上佐波西1交差点）
- 岐阜県道173号文殊茶屋新田線（岐阜市 上佐波西1交差点）
- 岐阜県道154号笠松墨俣線（岐阜市 流通センター1交差点、流通センター2交差点）
- 岐阜県道153号羽島茶屋新田線（羽島市小熊町西小熊）
- 岐阜県道165号小熊正木線（羽島市小熊町西小熊）
- 岐阜県道151号岐阜羽島線（羽島市 竹鼻町大西交差点）
- 岐阜県道18号大垣一宮線（羽島市 福寿町浅平3交差点）
- 岐阜県道46号岐阜羽島インター線（羽島市 舟橋町宮北交差点）
- 岐阜県道1号岐阜南濃線（羽島市 舟橋町宮北交差点、福寿町浅平3交差点）

### 周辺
- 岐阜羽島駅（JR東海道新幹線）
- 新羽島駅（名鉄羽島線）
- 羽島市民会館
- 岐阜県立羽島高等学校
- 羽島市消防本部
- 羽島市立図書館
- 羽島市文化センター
- 羽島市立小熊小学校
- 岐阜県自動車会館
- 中部運輸局岐阜運輸支局
- 岐阜天文台（高桑天文台）
- 岐阜流通センター
- 岐阜県立華陽フロンティア高等学校